# Pfungstädter Düne
Pfungstädter Düne este o arie protejată (arie specială de conservare — SAC, sit de importanță comunitară — SCI) din Germania întinsă pe o suprafață de 5,55 ha, integral pe uscat.

## Localizare
Centrul sitului Pfungstädter Düne este situat la coordonatele 49°48′44″N 8°37′19″E / 49.8122°N 8.6219°E.

## Înființare
Situl Pfungstädter Düne a fost declarat sit de importanță comunitară în iunie 2000 pentru a proteja 1 specie de plante și 1 specie de animale. Situl a fost protejat și ca arie specială de conservare în martie 2008.

## Biodiversitate
Situată în ecoregiunea continentală, aria protejată conține 3 habitate naturale: Vegetație psamofilă uscată cu pășuni deschise de Corynephorus și Agrostis, Pajiști calcaroase din nisipuri xerice, Pajiști stepice subpanonice.
La baza desemnării sitului se află mai multe specii protejate:
- plante (1): Jurinea cyanoides
- nevertebrate (1): Euplagia quadripunctaria

Pe lângă speciile protejate, pe teritoriul sitului au mai fost identificate 16 specii de plante, 4 specii de nevertebrate.